# Fissuroma
Fissuroma is een geslacht van schimmels uit de familie Aigialaceae. De typesoort is Fissuroma maculans.

## Soorten
Volgens Index Fungorum telt het geslacht 14 soorten (peildatum april 2022):
| Soortnaam               | Auteur(s)                                                        | Publicatiejaar |
| ----------------------- | ---------------------------------------------------------------- | -------------- |
| Fissuroma aggregatum    | (I. Hino & Katum.) Phook., Jian K. Liu, E.B.G. Jones & K.D. Hyde | 2011           |
| Fissuroma arengae       | Konta & K.D. Hyde                                                | 2020           |
| Fissuroma bambusae      | Phook. & K.D. Hyde                                               | 2015           |
| Fissuroma calami        | Wanas., E.B.G. Jones & K.D. Hyde                                 | 2018           |
| Fissuroma caryotae      | Wanas., E.B.G. Jones & K.D. Hyde                                 | 2018           |
| Fissuroma fissuristomum | (J. Fröhl., K.D. Hyde & Aptroot) Phookamsak & K.D. Hyde          | 2015           |
| Fissuroma kavachabeejae | M. Niranjan & V.V. Sarma                                         | 2018           |
| Fissuroma maculans      | (Rehm) Jian K. Liu, E.B.G. Jones & K.D. Hyde                     | 2011           |
| Fissuroma microsporum   | M. Niranjan & V.V. Sarma                                         | 2018           |
| Fissuroma neoaggregatum | Phook. & K.D. Hyde                                               | 2015           |
| Fissuroma palmae        | S.N. Zhang, K.D. Hyde & J.K. Liu                                 | 2020           |
| Fissuroma taiwanense    | Tennakoon, C.H. Kuo & K.D. Hyde                                  | 2018           |
| Fissuroma thailandicum  | Phook. & K.D. Hyde                                               | 2015           |
| Fissuroma wallichiae    | Konta & K.D. Hyde                                                | 2020           |